# Trichotanypus duodenarius
Trichotanypus duodenarius är en tvåvingeart som först beskrevs av Jean-Jacques Kieffer 1924.  Trichotanypus duodenarius ingår i släktet Trichotanypus och familjen fjädermyggor.
Artens utbredningsområde är Polen. Inga underarter finns listade i Catalogue of Life.